# Dichagyris despecta
Dichagyris despecta là một loài bướm đêm trong họ Noctuidae.